# مانو بوستو
مانو بوستو (بالإسبانية: Manu Busto)‏ هو لاعب كرة قدم إسباني في مركز الهجوم، ولد في 7 أكتوبر 1980 في سانتاندير في إسبانيا. لعب مع ريال أوفييدو وريال جيان وليفادياكوس ونادي بونتيفيدرا ونادي كاستييون.

## وصلات خارجية
- مانو بوستو على موقع قاعدة بيانات كرة القدم.إي يو (الإنجليزية)
- مانو بوستو على موقع Soccerway.com (الإنجليزية)
- مانو بوستو على موقع AS.com (الإسبانية)